# 格拉夫頓鎮區 (明尼蘇達州錫布利縣)
格拉夫頓鎮區（英語：Grafton Township）是位於美國明尼蘇達州錫布利縣的一個行政鎮區，於1873年設立。

## 地方資料
格拉夫頓鎮區的面積為101.15平方千米，當中陸地面積為100.77平方千米，而水域面積為0.38平方千米。根據2020年美國人口普查的數據，當地共有人口206人，而人口密度為每平方千米2.04人。